# Europese kampioenschappen kunstschaatsen 1925
De Europese Kampioenschappen kunstschaatsen 1925 was de 24 editie van het jaarlijks terugkerend evenement dat wordt georganiseerd door de Internationale Schaatsunie. Het werd gehouden in Triberg im Schwarzwald, Duitsland. Het was de zevende keer dat het kampioenschap in Duitsland plaatsvond, eerder waren Hamburg (1891), Berlijn (1893, 1900, 1907, 1910) en Bonn (1905) gaststad voor het EK.

## Historie
De Duitse en Oostenrijkse schaatsbond, verenigd in de "Deutscher und Österreichischer Eislaufverband", organiseerden zowel het eerste EK Schaatsen voor mannen als het eerste EK Kunstschaatsen voor mannen in 1891 in Hamburg, in toen nog het Duitse Keizerrijk, nog voor het ISU in 1892 werd opgericht. De internationale schaatsbond nam in 1892 de organisatie van het EK kunstschaatsen over. In 1895 werd besloten voortaan het WK kunstschaatsen te organiseren en kwam het EK te vervallen. In 1898, na twee jaar onderbreking, vond toch weer een herstart plaats van het EK kunstschaatsen.
De vrouwen en paren zouden vanaf 1930 jaarlijks om de Europese titel strijden. De ijsdansers streden vanaf 1954 om de Europese titel in het kunstschaatsen.

## Deelname
Er namen zes mannen uit drie landen deel aan dit kampioenschap.
Willy Böckl en Werner Rittberger namen voor de vijfde keer deel aan het EK. Voor Ludwig Wrede en Georg Gautschi was het hun derde deelname. Otto Preissecker en Paul Franke namen voor de tweede keer deel.
| Duitsland (3) Oostenrijk (2) Zwitserland (1) |

## Medaille verdeling
Willy Böckl veroverde zijn derde Europese titel, ook in 1922 en 1923 werd hij Europees kampioen, het was zijn vijfde medaille, in 1913 en 1914 werd hij derde. Voor Werner Rittberger op plaats twee was het zijn vierde medaille, in 1910 werd hij tweede en in 1911 en 1924 derde. Otto Preissecker stond voor de eerste keer op het erepodium.
| Discipline | Goud        | Zilver            | Brons            |
| ---------- | ----------- | ----------------- | ---------------- |
| Mannen     | Willy Böckl | Werner Rittberger | Otto Preissecker |

## Uitslagen

### Mannen
| Goud   | Willy Böckl (5)       | Vlag van Oostenrijk  |  |
| Zilver | Werner Rittberger (5) | Vlag van Duitsland   |  |
| Brons  | Otto Preissecker (2)  | Vlag van Oostenrijk  |  |
| 4      | Georg Gautschi (3)    | Vlag van Zwitserland |  |
| 5      | Ludwig Wrede (3)      | Vlag van Oostenrijk  |  |
| 6      | Paul Franke (2)       | Vlag van Duitsland   |  |

Medaillewinnaars

Mannen · 
Vrouwen ·
Paren · 
IJsdansen

Toernooi

1891 · 
1892 · 
1893 · 
1894 · 
1895 · 
1896-1897 · 
1898 · 
1899 · 
1900 · 
1901 · 
1902-1903 · 
1904 · 
1905 · 
1906 · 
1907 · 
1908 · 
1909 · 
1910 · 
1911 · 
1912 · 
1913 · 
1914 · 
1915-1921 · 
1922 · 
1923 · 
1924 · 
1925 · 
1926 · 
1927 · 
1928 · 
1929 · 
1930 · 
1931 · 
1932 · 
1933 · 
1934 · 
1935 · 
1936 · 
1937 · 
1938 · 
1939 ·
1940-1946 · 
1947 · 
1948 · 
1949 · 
1950 · 
1951 · 
1952 · 
1953 · 
1954 · 
1955 · 
1956 · 
1957 · 
1958 · 
1959 · 
1960 · 
1961 · 
1962 · 
1963 · 
1964 · 
1965 · 
1966 · 
1967 · 
1968 · 
1969 · 
1970 · 
1971 · 
1972 · 
1973 · 
1974 · 
1975 · 
1976 · 
1977 · 
1978 · 
1979 · 
1980 · 
1981 · 
1982 · 
1983 · 
1984 · 
1985 · 
1986 · 
1987 · 
1988 · 
1989 · 
1990 · 
1991 · 
1992 · 
1993 · 
1994 · 
1995 ·
1996 · 
1997 · 
1998 · 
1999 · 
2000 · 
2001 · 
2002 · 
2003 · 
2004 · 
2005 · 
2006 ·
2007 ·
2008 ·
2009 ·
2010 ·
2011 ·
2012 ·
2013 ·
2014 ·
2015 ·
2016 ·
2017 ·
2018 ·
2019 ·
2020 ·
2021 · 
2022 · 
2023 · 
2024 · 
2025

WK kunstschaatsen ·
WK kunstschaatsen junioren ·
Viercontinentenkampioenschap ·
Olympische Spelen